# 菅田天神社
菅田天神社（かんだてんじんしゃ）は、山梨県甲州市塩山上於曽にある神社。祭神はスサノオノミコト、五男三女神、菅原道真。
県中東部、甲府盆地の北東縁に位置。塩山は恵林寺や向嶽寺などの古刹が集中し、武田氏の保護を受けた寺社も多い。

## 歴史
『甲斐国社記寺記』によれば、承和9年（842年）、甲斐国司の藤原伊太勢雄が勅命により少目飯高浜成に命じて創建される。寛弘元年（1004年）には相神に菅原道真を祭っており、これが「菅田天」の由来となっている。
古くから甲斐源氏の鎮守と位置づけられ、特に甲斐武田氏の篤い保護を受け、神主は府中八幡宮への参勤を免除された。甲府の鬼門にあたることから、武田信光のころ御旗（雲峰寺所蔵）とともに武田氏の家宝として相伝されていた楯無が安置された。鎧は於曽氏が管理していた。『甲斐国志』によれば、永禄4年（1561年）2月には武田信豊から、永禄7年（1564年）5月には板垣信安からそれぞれ社領寄進を受けている。『国志』によれば、武田氏滅亡に際しては楯無鎧が塩山向嶽寺の杉下に埋められ、後に徳川家康により再び当社に安置されたとする伝承を持つが、鎧の詳細調査では埋められた形跡は確認されていない。
天正11年（1583年）には徳川氏から社領安堵を受けて、慶長8年（1603年）には禁制を下されている（『社記』による）。慶長7年と正徳3年には社殿造営が行われる。宝物殿には「楯無」と比定される小桜韋威鎧（こざくらがわおどしよろい国宝）を所蔵しており、これは現代に至るまで秘蔵であったが、江戸時代には幕命で甲州の古記録調査を行っていた青木昆陽が見聞し、『甲陽軍鑑』の流行もあり多くの参拝者が往来した。昭和40年（1965年）3月の火災で社殿を焼失するが、昭和44年（1969年）に復興。

## 文化財

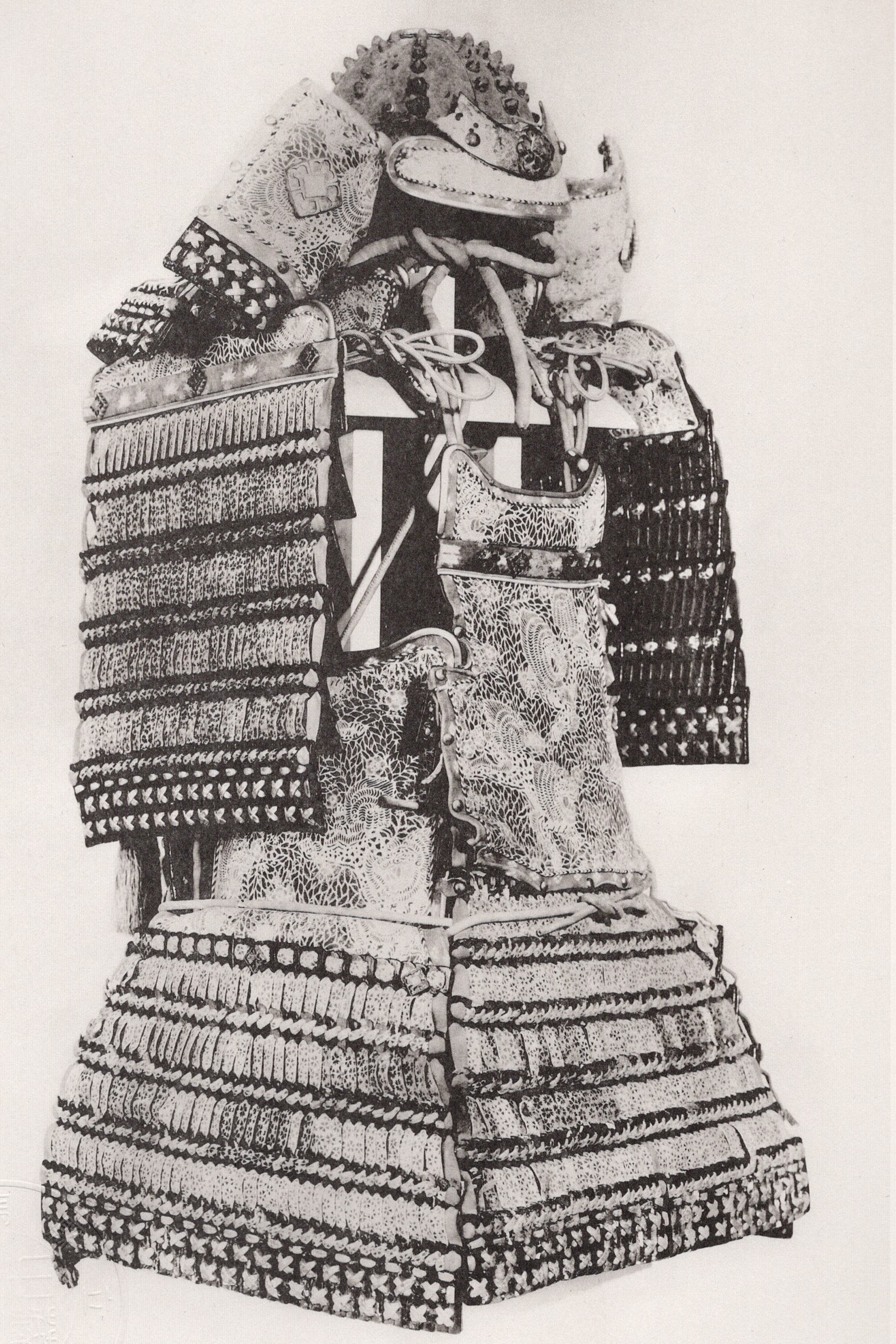
国宝・小桜韋威鎧 兜、大袖付

### 国宝
- 小桜韋威鎧 兜・大袖付（こざくらかわおどしよろい かぶと・おおそでつき[1]）

始祖新羅三郎義光以来、甲斐武田家代々の重宝として伝わった「楯無」と号する鎧に当たるものと伝えられている。『甲斐国志』に記される伝承、および鎧の威毛（おどしげ）裏の墨書には本鎧の由緒を以下のように伝える。武田信玄はこの鎧を鬼門除けのため、菅田天神社に奉納した。その後、天正10年（1582年）、武田氏の滅亡に際し、武田勝頼の臣・田辺左衛門尉は本鎧を向嶽寺の大杉の根元に埋めたという。江戸幕府の時代になって、徳川家康は鎧を掘り出させ、再び菅田天神社に奉納した。江戸時代には盗難に遭い、寛政年間（18世紀末）に修理し、文政10年（1827年）にも函工（甲冑師）岩井某に命じて修理をさせたという。
現存する鎧は、補修は多いが、平安時代後期の作。草摺を前後左右の4間（脇楯含む）に分ける通常の大鎧の型式だが、両胸の前に垂らす栴檀板（せんだんのいた）と鳩尾板（きゅうびのいた）は欠失している。威毛は、桜花文を藍で染め出した韋（かわ）をさらに黄色で染めて、桜花文が緑色に発色した、小桜黄返威（こざくらきがえしおどし）と呼ばれるものである。据文金物（すえもんかなもの）、八双鋲の台座には武田氏ゆかりの花菱文が用いられている。兜は鉄十枚張、八間の厳星兜（いかぼしかぶと）である。後世の補修による改変部分が多く、胴正面の弦走韋（つるばしりのかわ）や威毛の大部分は後補であるが、金具回りの形態などに古制を残している。特に、大袖の冠板の形態が、中央部が高く左右が低い山形の稜線をなすのは、『伴大納言絵巻』（平安時代末期作）には見られるが、現存する実物資料としては本鎧のみであり、兜鉢の勾配が急である点とともに、時代の古さを物語っている。常時公開はされておらず、年一回程度わずか数時間のみ限定的に一般公開されている。

### その他
境内にはカシをはじめスギ、ヒノキ、ケヤキが繁る。カシはツクバネガシと、アカガシとツクバネガシの雑種であるオオツクバネガシで構成されており、昭和38年（1963年）に県指定天然記念物となっている。